# Pulau Laut (ö i Indonesien, Moluckerna)
Pulau Laut är en ö i Indonesien.   Den ligger i provinsen Moluckerna, i den östra delen av landet, 2 300 km öster om huvudstaden Jakarta. Arean är 0,14 kvadratkilometer.
Terrängen på Pulau Laut är platt.